# 杉溪言長
杉溪 言長（杉渓、すぎたに ときなが、1865年7月5日（慶応元年閏5月13日）- 1944年（昭和19年）10月30日）は、明治から大正期の神職、宮内官、政治家、日本画家（南画）、奈良華族。貴族院男爵議員。旧姓・山科、幼名は狟丸。雅号は六橋。

## 経歴
山城国京都で右近衛権中将・山科言縄の三男として生まれる。慶応4年（1868年）興福寺妙徳院を相続し、同年、得度して住職に就任。同年4月（1868年）復飾を命ぜられ、春日社神勤・新神司となる。明治2年3月（1869年4-5月）、堂上格に列した。同年11月（12月）家号を杉溪に改名した。1875年（明治8年）3月28日、華族に列し、1884年（明治17年）7月8日、男爵を叙爵した。
1882年（明治15年）1月、京都宮殿勤番となる。その後、殿掌を務めた。1890年（明治23年）7月10日、貴族院男爵議員に選出され、1925年（大正14年）7月9日まで5期在任した。この間、木曜会で活躍し、同会が分裂して清交会が結成されると主幹を務めた。
1929年（昭和4年）9月2日に隠居し、同年10月1日、養嗣子・由言が男爵を襲爵した。墓所は多磨霊園(21-1-29)

## 人物
京都で画を重春塘に、禅を荻野独園に、詩を神田香巌に学んだ。その後、鎌倉円覚寺で今北洪川に入門し約3年間参禅した。早川千吉郎らの勧めで上京し、東京専門学校政治科で学んだ。さらに南画を大倉雨村に、詩を森槐南について研鑽した。

## 栄典
- 1914年（大正3年）6月18日 - 正三位[11]

## 著作
- 画、佐藤渾編『深柳堂画冊』佐藤渾、1917年。
- 『深柳堂懐古詩』杉溪言長、1936年。
- 『美人百態』杉溪言長、1939年。
- 『平安襍詩』杉溪言長、1941年。

## 親族
- 母：祥子（ながこ、久世通煕女、野宮定祥長女として成長）[5][12]
- 妻：茂子（しげこ、坪野幸次郎長女、小田切重路養女）[1]
  - 養子：由言（貴族院男爵議員、冷泉為勇長男）[1]